# Edwina Mountbatten
Edwina Cynthia Annette Mountbatten, grevinna Mountbatten av Burma, född Ashley den 28 november 1901 nära Romsey i Hampshire, död 21 februari 1960 i Kota Kinabalu (dåvarande Jesselton) i Sabah, var en brittisk hjälparbetare, och den sista brittiska vicedrottningen i Indien 1947–1948.
Hon var dotter till Wilfrid Ashley, 1:e baron Mount Temple (1867–1939), och Amalia Mary Maud Cassel (1881–1911). Från sin morfar, sir Ernest Cassel, ärvde hon rikedom, men precis som sin svärmor Viktoria av Hessen hade hon småningom en böjelse för socialismen. 
Under andra världskriget var hon en oförtröttlig medarbetare i St. John’s Ambulance Brigades och Rädda Barnen. Det var under en resa för St. John’s i Fjärran Östern, som hon plötsligt avled på Borneo.
Den 22 juli 1922 gifte hon sig i London med dåvarande Lord Louis Mountbatten, en syssling till kung George VI av Storbritannien. De fick döttarna Patricia, 2:a grevinna Mountbatten av Burma (1924–2017) och Lady Pamela Hicks (född 1929).